# Everhardus Jacobus Ariëns
Everhardus Jacobus (Eef) Ariëns (Wijk bij Duurstede, 29 januari 1918 – Nijmegen, 3 maart 2002) was hoogleraar farmacologie aan de Katholieke Universiteit Nijmegen (nu Radboud Universiteit Nijmegen) en oprichter van het farmacologisch instituut aan het Radboudumc. Hij leverde belangrijke bijdragen aan de functie van receptoren en ligand-receptor interacties en stond aan de wieg van de ontwikkeling van enantiomeerzuivere geneesmiddelen. Hij wordt gezien als een van de grondleggers van de receptor theorie.

## Jeugd en opleiding
Ariëns werd geboren als zesde in een gezin van tien in Wijk bij Duurstede. In lijn der familietraditie van steenbakkers volgde hij de Middelbare Handelsschool (Plantsoen) in Wageningen waar hij zijn diploma behaalde in 1935. Gevolgd voor zijn HBS diploma in 1937 (HBSB Velperweg) te Arnhem. Hij behaalde zijn kandidaats scheikunde (1939) en medicijnen (1941) aan de Universiteit Utrecht, en zijn doctoraal scheikunde aldaar in 1942.
Een intermezzo van 4 jaar volgde. Zijn weigering een loyaliteitsverklaring aan het Duitse rijk te ondertekenen leidde tot een vlucht via Duitsland, Zwitserland (internering) en Frankrijk om uiteindelijk in Engeland terecht te komen waar hij zich als vrijwilliger aansloot bij het Amerikaanse leger als eerste luitenant-verbindingsofficier. Zelf omschrijft hij deze periode als “een al met al intensief doorleefd leerzaam avontuur”.
Terug in Nederland vervolgde hij zijn studie medicijnen in Utrecht (doctoraal 1948) en startte hij een promotietraject bij prof. Bijlsma. Dit leidde tot de publicatie van twee proefschriften en een dubbele promotie aan de Universiteit Utrecht. Doctor in de wis- en natuurkunde op 14 november 1950, 15:00 en doctor in de geneeskunde dezelfde middag om 16:00. In 1951 startte hij als lector farmacologie aan de Katholieke Universiteit Nijmegen. Prof. dr. dr. E.J. Ariëns was hoogleraar farmacologie in Nijmegen van 1954-1984 en directeur van de afdeling farmacologie tot zijn pensioen.

## Wetenschappelijk werk
Op basis van zijn proefschrift ontwikkelde hij samen met Jacques van Rossum een methode voor het kwantificeren van farmacologische effecten als gevolg van ligand-receptor interacties. Dit werk ontwikkelde de concepten van receptoraffiniteit en intrinsieke activiteit. Met behulp van deze termen kon hij het gedrag van agonisten en antagonisten beschrijven, evenals het duale agonist/antagonist-gedrag van gedeeltelijke agonisten. Een belangrijke prestatie van Ariëns was het opzetten van experimenten op geïsoleerde organen in plaats van het levende dier (ex vivo), die snel en reproduceerbaar gegevens opleverden over de affiniteit en intrinsieke activiteit van teststoffen.
Daarnaast deed Ariëns onderzoek naar de structuur-activiteitsrelaties van genees- en bestrijdingsmiddelen. Met de provocerende stelling dat de toen veelal gebruikte racemische mengsels van medicijnen voor de helft uit vergif bestonden, bracht hij een debat over deze ‘isomere ballast’ op gang tussen farmacologen en medicinaal chemici en waarschuwde de geneesmiddelenregulatoren. Hij was daarmee een belangrijke voorloper voor de ontwikkeling van enantiomeerzuivere medicijnen. Een andere, minder opgemerkte, controverse was zijn oproep tot de ontwikkeling van metabolisme-resistente geneesmiddelen. Zijn mening was dat de metabolisering van geneesmiddelen niet alleen verspilling was, maar dat de voortijdig afgebroken stof ‘medicinale ballast’ gezondheidsrisico’s met zich meebracht. Ook was hij zeer kritisch op zaken als kwakzalverij en alternatieve geneeskunst. “Waarom wierookbranden, wijwater sprenkelen, amuletten niet opnemen in het ziekenfondspakket?” vroeg hij de overheid in zijn bekende provocatieve stijl, naar aanleiding van de door hem bekritiseerde BIG wet.
Als hoogleraar heeft hij 20 promovendi tot hun proefschrift begeleidt. Hij publiceerde meer dan 250 wetenschappelijke artikelen, 16 boeken en tientallen boekhoofdstukken.

## Onderscheidingen en prijzen
Ariëns verkreeg eredoctoraten over de hele wereld en sleepte verschillende prijzen in de wacht. Zo was hij ridder in de Orde van de Nederlandse Leeuw (1975), ereburger van de staat Texas (1974) en werd er beweerd dat hij op de nominatie van de Nobelprijs had gestaan.
Eredoctoraten:
- Universidado do Brasil, Rio de Janeiro (1962)
- Christian Albrechts Universität, Kiel (1969)
- Université de Paris-Sud, Parijs (1974)
- University of Camarino (1991)
- University of Ohio, Columbus (niet uitgereikt, voorzien 22 maart 2002)

Prijzen:
- Dr. Saal van Zwanenberg prijs (1972)
- P.E. Poulsson medaille (Norsk Farmakologisk Selskap, Oslo) (1973)
- Scheele memorial medaille (Farmaceutiska Föreningen, Stockholm) (1974)
- Schmiedeberg-plaquette (Deutsche Pharmakologische Gesellschaft) (1980)
- Smissman award – Division of Medicinal Chemistry (American Chemical Society) (1985)

## Nevenactiviteiten
Ook was hij lid of erelid van verschillende binnen en buitenlandse academies:
- Società Italiana di Scienze Farmaceutische (1969, erelid)
- Koninklijke Nederlandse Akademie van Wetenschappen (1970, lid)
- Deutsche Akademie der Naturforscher Leopoldina (1974, lid)
- Asociación de Quimicos del Instituto Quimico de Sarriá, Barcelona (erelid, 1978)
- Nederlandse vereniging voor farmacologie (erelid, 1979)
- Academy of Pharmaceutical Sciences of the American Pharmaceutical Association (erelid, 1981)
- Académie Royale de Médecine de Belgique (erelid, 1984)
- South African Pharmacological Society (erelid, 1986)
- Koninklijke Nederlandsche Chemische vereniging (erelid, 1989)
- Academia Lombardo (erelid, 1991)

Ariëns was medeoprichter van de:
- Nederlandse vereniging van Farmacologie
- Sectie Farmacochemie van de Koninklijke Nederlandse Chemische Vereniging
- Nederlandse Vereniging voor Klinische Farmacologie en Biofarmacie
- Nederlandse vereniging voor Toxicologie
- Stichting voor Fundamenteel Geneeskundig Onderzoek
- Section for Medicinal Chemistry (IUPAC)
- European Federation for Medicinal Chemistry

Daarnaast was Ariëns:
- Commissaris bij Ariëns Steenfabrieken NV
- Adviseur bij Koninklijk Gist en Spiritus Fabrieken
- Adviseur bij Phillips Duphar NV
- Adviseur bij Carlo Erba Spa.

## Trivia
- De Nederlandse vereniging van Farmacologie organiseert sinds 1984 jaarlijks de naar Prof. Ariëns vernoemde Ariëns lezing tijdens FIGON Dutch Medicine days. Na deze lezing reiken ze hier de Ariens Award uit.
- Ariëns was polyglot en sprak naast Nederlands ook vloeiend Duits, Engels, Frans, Italiaans, Portugees en Russisch.